# 史起蟄
史起蟄（1507年—？），字德龍，號大梅，直隸揚州府江都縣軍籍，應天府溧陽縣人，明朝政治人物。

## 生平
嘉靖十年（1531年）辛卯科應天府鄉試第九十七名。嘉靖三十二年（1553年）癸丑科会试第214名，三甲233名進士。吏部观政，授福建松溪知县，升礼部主事，卒。

## 著作
《嘉靖兩准鹽法志》，十二卷，史起蟄、張榘撰，嘉靖三十年成書。國立中央圖書館藏有鈔本。

## 家族
曾祖史自懋；祖父史元富；父史孝友，號石樓。母孫氏。重庆下。